# Praça Doutor Nilo Peçanha
A Praça Doutor Nilo Peçanha, também conhecida como Praça Central ou Praça da Prefeitura, é uma praça situada no bairro do Centro, na cidade fluminense de Magé. Localiza-se no quarteirão formado pelas seguintes vias: Avenida Simão da Motta, Rua Adam Blumer, Rua Doutor Domingos Belize e Rua Nilo Peçanha. A praça é um ponto de encontro de quem frequenta o Centro de Magé.
O local conta com um chafariz, considerado um ponto de visitação. O chafariz foi revitalizado em fevereiro de 2023 pela Prefeitura Municipal de Magé para a ampliação dos efeitos de água e iluminação, a troca do piso por pedras modernas de estilo Hijau, revestimento das bases de granito e instalação de guarda-corpo em vidro temperado e recuperação das grades de proteção. A reforma do chafariz fez parte de um trabalho de revitalização dos principais locais de Magé que estavam abandonados e sem manutenção.
O logradouro recebeu o nome Praça Nilo Peçanha em homenagem a Nilo Peçanha, um político brasileiro nascido em Campos dos Goytacazes que foi Presidente do Brasil entre 1909 e 1910. Peçanha também exerceu na política os cargos de deputado federal, senador e governador pelo estado do Rio de Janeiro. Já o nome Praça da Prefeitura se deve ao fato de a sede da Prefeitura Municipal de Magé estar situada no centro da praça.